# 포르투갈 왕국
포르투갈 왕국(포르투갈어: Reino de Portugal 헤이누 드 포르투갈[*]) 또는 포르투갈-알가르브 왕국(포르투갈어: Reino de Portugal e dos Algarves 헤이누 드 포르투갈 이 두스 알가르브스[*])은 1139년부터 1910년까지 유럽에 존재한 옛 왕국이다.
1815년 12월부터 1825년 7월까지는 국호가 포르투갈 브라질 알가르브 연합왕국(포르투갈어: Reino Unido de Portugal, Brasil e Algarves)이었다. 1910년 10월 5일 혁명을 계기로 왕정이 폐지되고 공화정이 수립되어 오늘에 이르고 있다.

## 포르투갈 왕국의 성립
포르투갈 왕국의 시초는 아스투리아스 국왕 알폰수스 3세의 가신인 비마라 페레스(Vimara Peres)가 레콩키스타의 일환으로 9세기에 설립한 포르투갈 백국으로, 이 지역은 1097년에 레온 왕국의 일부가 되었다.
1095년 레온 왕국의 알폰소 6세는 부르군트 자유백 빌헬름 1세의 아들인 라이문트에게 적녀인 인판타 우라카와 결혼시키고 갈리자 지역의 통치권을 부여하고, 본인의 처조카이자 라이문트의 사촌이며 프랑스의 로베르 2세의 증손자이자 부르고뉴 공작 로베르 1세의 손자인 앙리(엔히크)에게 서녀인 테레사와 결혼시키고 갈리자 지역 산하의 포르투갈 백작령을 부여하게 된다. 엔히크는 백작령을 확장하기 위해 노력하고, 독립적인 권한을 얻기 위해서도 노력했다. 엔히크 사후 후계자인 아폰수는 불과 4세였고, 어머니인 레온의 테레사의 섭정을 받았다. 테레사는 남편의 뒤를 이어 포르투갈 백작령의 독립을 위해 노력했다. 1121년 여왕의 칭호를 사용하였으나 고위 성직자와 트러블이 상당했고, 갈레고의 귀족인 페르난두 페레스와 정부(情夫) 사이가 되어 아들과 백성들의 반발을 샀다. 결국 1128년 사웅마메드 전투로 어머니와 아들간 권력다툼에서 아폰수 1세가 승리하여  이후 권력을 획득하고, 포르투갈 백국의 힘을 키워 독자적 세력으로 만들었다. 1139년 아폰수는 스스로 포르투갈의 국왕으로 칭하게 되고, 드디어 1143년 본디 포르투갈 백국의 상위 군주이자 사촌인 카스티야와 레온의 알폰소 7세에게 독립을 인정받고 국왕직을 승인받게 된다. 또한 1179년 교황 알렉산데르 3세에게 국왕임을 인정 받음으로 보르고냐 왕가(1143-1383)의 포르투갈 왕국이 성립된다.
이후 이어지는 모든 포르투갈의 국왕은 직간접적으로 아폰수 1세의 자손이다.

## 역대 군주

### 보르고냐 왕조
- 아폰수 1세 (1139년~1185년)

## 같이 보기
- 포르투갈의 군주